# 尼尔斯·厄斯滕松
尼尔斯·厄斯滕松（瑞典語：Nils Östensson，1918年4月29日—1949年7月24日），瑞典男子越野滑雪运动员。他曾代表瑞典参加1948年冬季奥林匹克运动会越野滑雪比赛，获得一枚金牌和一枚银牌。